# Crorema staphylinochrous
Crorema staphylinochrous är en fjärilsart som beskrevs av Erich Martin Hering 1926. Crorema staphylinochrous ingår i släktet Crorema och familjen tofsspinnare. Inga underarter finns listade i Catalogue of Life.